# Che pasticcio, Bridget Jones! (romanzo)
Che pasticcio Bridget Jones è un romanzo del 1999 della scrittrice britannica Helen Fielding. Il libro è il seguito del romanzo precedente dell'autrice, Il diario di Bridget Jones, e in certi tratti è liberamente ispirato al romanzo Persuasione di Jane Austen. Dal romanzo è stato tratto nel 2004 un altrettanto popolare adattamento cinematografico.

## Trama

### Gennaio - Maggio
1997. Da poco tempo fidanzata con l'avvocato Mark Darcy, la londinese Bridget Jones, che sul lavoro continua ad essere una frana (i suoi reportage diventano, per un motivo o per un altro, un disastro) inizia a scoprire le gioie e i dolori delle relazioni di coppia, come le sue amiche Jude e Sharon.
E come se non bastasse, all'orizzonte si sta profilando una minaccia: Rebecca, una conoscente di Bridget, sta iniziando a frequentare Darcy un po' più del consentito, e ad intromettersi un po' troppo nella loro vita privata. Inevitabile la gelosia della donna, ed inevitabile, dopo pochi mesi di tensione, la rottura tra i due.
Bridget, anche se disperata, inizia a preoccuparsi così del suo piccolo mondo: la strana vita privata di sua madre che, anche se sposata da 36 anni, fa la disinvolta con i più; il muratore che le ha lasciato un buco enorme nel muro e non l'ha ancora sistemato; il lavoro che odia sempre di più.
Ma tutto sembra infierire sulla povera Bridget, costretta, per vie traverse, a incontrare ogni volta l'ex fidanzato e l'odiosa Rebecca, che è riuscita a farsi ben volere da quasi tutti i suoi amici. Persino la sua migliore amica Jude, che finalmente sposerà il suo fidanzato storico, Richard (con sommo disgusto delle sue amiche, che lo hanno sempre etichettato come "allergico alle relazioni serie" e gli hanno affibbiato di conseguenza il nomignolo di "il Perfido Richard"), è disposta a lasciar correre quello che Rebecca le ha fatto passare: Sharon e Bridget non ci stanno, e le tre sembrano aver posto fine alla loro amicizia.

### Giugno - Dicembre
L'estate ormai è alle porte, e Tony Blair è diventato il primo ministro laburista della storia britannica. Bridget si sta ormai rassegnando a rimanere una donna in carriera zitella, e anche se ormai è succube di Rebecca, Darcy sembra ancora gentile con lei. La donna, inoltre, si fa onore ai suoi occhi, salvando un collega divorziato dell'ex fidanzato dal suicidio.>
A luglio, Bridget fa pace con Jude, incontra di nuovo il suo ex capo Daniel Cleaver (ma la cosa finisce in un nulla di fatto), e decide di andare ad agosto in vacanza in Thailandia con Sharon: ma il viaggio in Thailandia sarà un disastro totale. Sharon viene sedotta da un tale di nome Jed, che si rivela essere un trafficante di droga... e che sfrutterà Bridget come corriere. La donna viene arrestata, e rischia dieci anni di carcere: ma la forza della disperazione, e un aiuto dall'esterno (in particolare dall'avvocato Darcy), le salvano la vita. Torna così a casa il 30 agosto, per scoprire che il suo caso non finirà mai sui giornali. La principessa Diana è morta quella stessa notte, con somma disperazione di Bridget (che le dedica una lunga pagina del diario).
A settembre, denuncia il suo muratore per danni. Alcuni giorni dopo, la donna riceve un pacco. Bridget, che scambia il piccolo stick dorato all'interno per una penna, riceve un duro colpo quando Darcy, che incontra per caso, le fa invece notare che quello è un proiettile. 
La donna è così costretta ad andarsene, e va a vivere da Sharon, assieme a lei e Jude: Darcy, però, insiste a volerla ospitare. Dopo alcuni giorni (e un discorso sul femminismo fattole dalla mamma - che nel frattempo si è scoperta essere dipendente dai diversivi -), una sera i due si chiariscono, e si rimettono assieme. Si scoprirà in seguito che a mandarle il proiettile era stato il muratore.
A dicembre Jude e Richard si sposano: durante il matrimonio Rebecca, che nel frattempo si è fidanzata con Giles (il collega aspirante suicida di Darcy), si dichiara all'avvocato, ma questi la lascia con un pugno di mosche, dichiarando di preferirle Bridget.
La quale, nel frattempo, sul lavoro ha finalmente un po' di soddisfazioni: dopo essersi licenziata a settembre per problemi con il produttore esecutivo, viene riassunta come consulente freelance.
Forse, il 1998 non sarà poi una tragedia. A meno di non dover accompagnare Darcy in una trasferta di lavoro in Thailandia.

## Edizioni
- Helen Fielding, Che pasticcio Bridget Jones, traduzione di Maura Maioli, collana Sonzogno Libri Oro, Sonzogno, 1999,  p. 400, ISBN 88-454-1986-X.
- Helen Fielding, Che pasticcio Bridget Jones, traduzione di Maura Maioli, BUR, Rizzoli, 1999,  p. 396, ISBN 978-88-17-03266-7.